# Typhlomyophthirus bifoliatus
Typhlomyophthirus bifoliatus ist eine Art der Echten Tierläuse, die beim Chinesischen Zwergbilch vorkommt. Sie ist der einzige Vertreter der Gattung Typhlomyophthirus. Das Typexemplar stammte aus der Region Guizhou.

## Merkmale
Der Kopf trägt fünfgliedrige Antennen, deren erstes Glied größer als die anderen ist und das zweite an der Basis enger. Sie zeigen keinen Geschlechtsunterschied. Die Sensilia sitzen an den letzten beiden Gliedern. Die mesothorakale Scheidewand (Phragma) ist deutlich. Die Größe der drei Beinpaare nimmt von vorn nach hinten zu. Eine thorakale Sternalplatte ist vorhanden. Die abdominalen Tergiten sind schmal und artikulieren mit den in den Segmenten 2–8 vorhandenen Paratergalplatten (Sklerotisierungen seitlich der Tergiten). Die Sternalplatte des zweiten Bauchsegments ist in zwei Seitenplatten geteilt, wobei der vordere seitliche Winkel mit der Paratergalplatte in Verbindung steht. Die Paratergalplatten 3–7 sind durch eine häutige Membran in einen rücken- und bauchseitigen Lappen geteilt (der Artname bifoliatus bedeutet ‚zweiblättrig‘). Die Segmente drei bis acht tragen jeweils eine Tracheenöffnung. Männchen haben je eine Platte mit je einer rücken- und bauchseitigen Borstenreihe in den Hinterleibssegmenten. Weibchen haben in den Segmenten 4 bis 6 zwei Platten mit je drei Borstenreihen, außer im vierten Segment, wo nur zwei Reihen ausgebildet sind. Die Segmente 7 und 8 haben eine Tergalplatte und das Segment 8 eine Sternalplatte.